# Double Double Radio Galaxy
Bei einer Double-Double Radiogalaxie (kurz DDRG) gibt es zwei Radioquellen-Paare. Diese Radioquellen-Paare befinden sich, mit einem Abweichungswinkel von bis zu 10°, auf der gleichen Achse, die durch das Supermassive Black Hole der Galaxie führt. Die beiden Quellen-Paare besitzen den Ursprung ihrer Entstehung im gleichen Kern, sind jedoch unterschiedlich groß.
We define a [Double-Double Radio Galaxy] as a radio source consisting of two unequally sized two-sided double-lobed radio sources, roughly aligned along the same axis and with a coinciding radio core. (Wir definieren eine Doppel-Doppel-Radiogalaxie als eine Radioquelle, die aus zwei ungleich großen, zweiseitigen, doppelt gelappten Radioquellen besteht, die ungefähr entlang derselben Achse ausgerichtet sind und einen übereinstimmenden Radiokern haben).

## Einordnung der Double-Double Radio Galaxy

### Galaxie

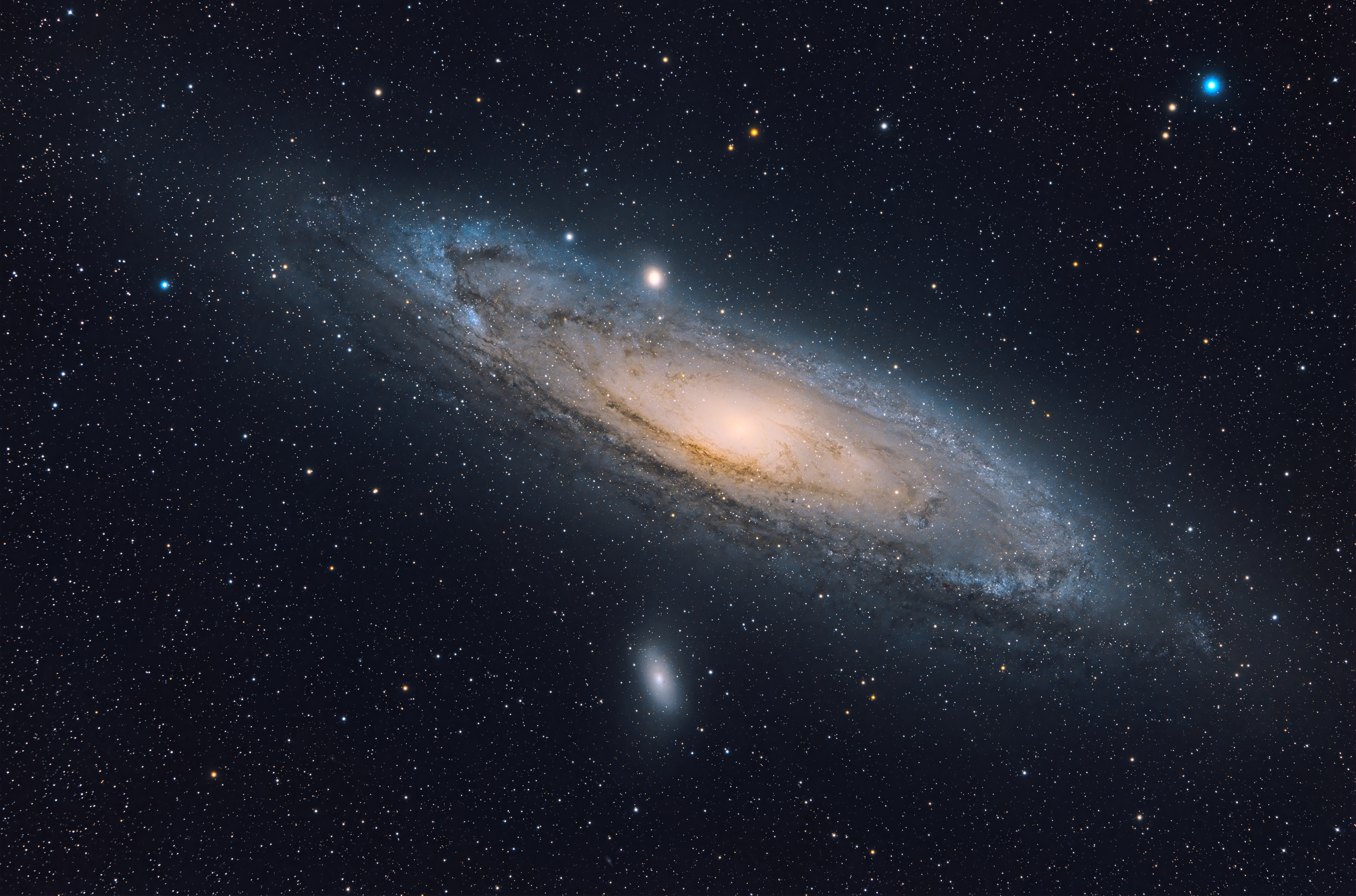
Andromeda-Galaxie

Eine Galaxie ist eine Zusammensetzung von Sternen, Staub und dunkler Materie, die von ihrer eigenen Gravitation zusammengehalten wird. In beinahe allen Fällen hat die Galaxie in ihrer Mitte ein schwarzes Loch, das meistens auch ein sogenanntes Supermassive Black Hole ist. Die Masse dieses Supermassive Black Holes beträgt zwischen 0,1 Millionen und 10 Milliarden Sonnenmassen. Falls das schwarze Loch aktiv ist und sehr viel Strahlung in Form eines Jets ausstrahlt, wird der aktive Kern der Galaxie als Active Galactic Nucleus bezeichnet. 

### Radio Galaxy
Wenn der Active Galactic Nucleus mehr Radiostrahlung (30 kHz -300 MHz) als sichtbares Licht (400 nm – 780 nm) ausstrahlt, gehört die Galaxie zu den Radio Galaxies und kann auch Radio-Loud Active Galaxy genannt werden.

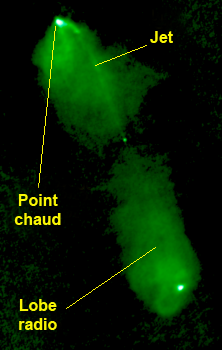
Fanaroff-Rylie Type II Galaxy

### Fanaroff-Riley Type II Radio Galaxy
Eine Unterklasse der normalen Radio Galaxy ist die Fanaroff-Riley Type II Radio Galaxy. Sie wurde 1974 nach ihren Entdeckern Bernard L. Fanaroff und Julia M. Riley benannt.
Diese besondere Art einer Galaxie entsteht, wenn vom Zentrum der Galaxie aus zwei Jets entgegengesetzt ausgestrahlt werden und in das Intergalactic Medium wandern.
Die Jets formen dann sogenannte Radio Lobes. Das sind wolkenähnliche Gebilde, die größer als die eigentliche Galaxie sind. Die Galaxie wird aufgrund des paarweisen Erscheinungsbildes der Radio Lobes als Galaxie mit Double-Lobed Radio Structure beschrieben. Dadurch, dass das Intergalactic Medium der Ausbreitung der Jets entgegenwirkt, bildet sich jeweils am Ende des Radio Lobes eine Shock Front. An der Shock Front kommt nur wenig bis kein Gas-Strom des Jets durch und das Gas prallt an ihr zurück. Es bildet sich kurz vor der Shock Front ein Hotspot (Point chaud). Durch das Abprallen des Gasstroms strömt es nicht nur zurück, sondern auch nach außen und bildet die Wake of Jets.

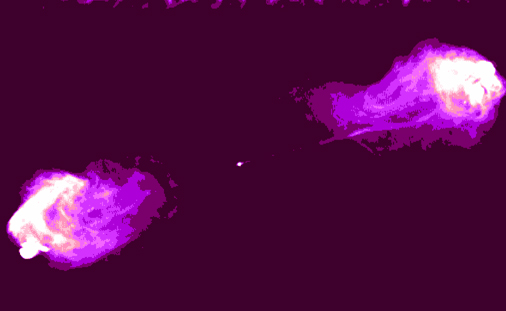
Beispiel einer Fanaroff-Riley Type II Galaxy mit sichtbaren Radio Lobes

## Phasen einer Radio Galaxy
Radio-Loud Active Galactic Nuclei stoßen Energie über ihre Jets aus und gehen dabei durch mehrere Phasen von Aktivitäten.

### Aktive Phase
In der ersten Phase, die auch Active Phase genannt wird, entsteht in einer Radio Galaxy ein Active Galactic Nucleus, der über einen Zeitraum von zehn Millionen bis 100 Millionen Jahren Jets ausstrahlt.

### Remnant Phase
Nach der Aktive Phase folgt nun die Remnant Phase. In dieser Phase breiten sich die Jets nicht weiter aus und der Kern der Galaxie scheint samt den Jets und Radio Lobes zu verschwinden. Die Radio Lobes brauchen jedoch länger, um sich zu zersetzen, als andere Teile der Galaxie und bleiben somit auch nach der Aktive Phase zu sehen. Diese augenscheinlich letzte Phase in der Evolution der Radio Galaxy dauert ungefähr 100 Tausend bis eine Million Jahre.

### Restart Phase
Nun kann es in seltenen Fällen passieren, dass eine Radio Galaxy neue Jets in den Raum ausstößt und somit eine neue Aktive Phase beginnt. Die Jets erwachen – wie Phönix aus der Asche – zu einem „neuen Leben“. Dieser gesamte Prozess wird dann Restarted Phase genannt.

#### Gründe für den Restart
Die Gründe für den Neustart können verschieden sein.
Zum einen kann der Restart eines Jets von einem Galaxy-Merger oder Black-Hole-Merger kommen. Dort kollidieren zwei Galaxien oder Schwarze Löcher und verschmelzen miteinander. Dies kann dann wiederum zu einer Wiederaufnahme der Aktivität des Active Galactic Nucleus führen, der daraufhin neue Jets aussendet. Da das neue Schwarze Loch die Richtung der Jets bestimmt, kommt es nach einem Black-Hole-Merger selten vor, dass die alten und neuen Jets beinahe die gleiche Strahlungsachse haben.
Ein weiterer Grund für den Restart der Jets könnte eine Akkretion sein. Akkretion bedeutet, dass ein kosmisches Objekt Materie aufgrund seiner Gravitation aufsammelt. Diese Akkretion unterbricht aufgrund ihrer Wechselwirkung mit dem Schwarzen Loch den Jet nur für eine kurze Zeit und kann zu dessen Restart führen. Allerdings führt das mit einer sehr hohen Wahrscheinlichkeit auch zu einem großen Unterschied zwischen der alten und neuen Strahlungsachse.
Es gibt aber auch viele Phänomene, die bis heute noch nicht genauer erforscht werden konnten. Ein Beispiel dafür ist der Restart der Jets einer Fanaroff-Riley Type II Radio Galaxy, der zu einer Double-Double Radio Galaxy führt.

## Entstehung einer Double-Double Radio Galaxy
Double-Double Radio Galaxies entstehen, wenn eine Fanaroff-Riley Type II Galaxy neue Jets in den Raum sendet, bevor die alten Radio Lobes verschwunden sind. 
Es ergibt sich somit eine Fanaroff-Riley Type II Galaxy, die zwei Radio Lobe Paare besitzt. Diese Art von Galaxie wird nun als Double-Double Radio Galaxy bezeichnet. Das neue Radio Lobe Paar der Galaxie ist etwas kleiner als das alte Radio Lobe Paar und liegt somit, wenn man beide Radio Lobe Paare betrachtet, innen. Deswegen wird das neue Radio Lobe Paar auch gerne Inner Radio Source genannt und das äußere Outer Radio Source. Die neu gestartete Galaxie ist aus den Resten der alten aufgebaut und die Achse, auf der sich das jeweilige Radio Lobe Paar befindet, ist beinahe identisch. Der Grund für die beinahe Achsen-Gleichheit ist bis heute allerdings noch nicht geklärt und hinterlässt der Forschung viel Raum für neue Thesen und Spekulationen. 